# Benedetto Capizzi
Benedetto Capizzi (Palermo, 28 giugno 1944 – Milano, 12 settembre 2023) è stato un mafioso italiano, boss di Villagrazia.
Nel 2008 è stato nominato capo della nuova Commissione provinciale.

## Arresto
Il 16 dicembre del 2008, Capizzi e altri 94 mafiosi sono stati arrestati nell'operazione "Perseo" (nome che deriva dall'eroe mitologico greco omonimo, che decapitò Medusa). L'operazione ha contrastato una tentata ricostruzione della nuova Commissione provinciale mafiosa dopo gli arresti dei boss Bernardo Provenzano, Antonio Rotolo e Salvatore Lo Piccolo nel 2006 e 2007. L'obiettivo, come ha dichiarato un mafioso, era quello di "ristabilire Cosa Nostra" nel vecchio metodo, con un unico supremo boss, un "capo dei capi".
Capizzi è stato nominato come il possibile capo della Commissione. Tra gli altri membri c'erano storici boss di Cosa Nostra, come Gerlando Alberti, Gregorio Agrigento di San Giuseppe Jato, Giovanni Lipari, Gaetano Fidanzati, Giuseppe Scaduto da Bagheria e Salvatore Lombardo, il boss ottantasettenne da Montelepre. Molti dei mafiosi arrestati erano stati recentemente rilasciati dalla prigione per motivi di salute, e stavano servendo la loro condanna agli arresti domiciliari. Il latitante Matteo Messina Denaro avrebbe appoggiato la costituzione di questo organo interno a Cosa Nostra, pianificando di sostituire Capizzi qualora fosse stato arrestato. 
Scontava la sua detenzione all'articolo 41-bis nel carcere di Opera. Affetto da un tumore, durante l'estate del 2023 dovette essere ricoverato all'Ospedale San Paolo di Milano, ove è morto il 12 settembre, all’età di 79 anni.

## Discordanze
Quando gli è stata comunicata la scelta di nominare Capizzi, un altro boss, Gaetano Lo Presti, boss dell'area di Porta Nuova di Palermo nominato da Lo Piccolo nel 2007, ha messo in discussione la scelta, domandando: "Chi ha autorizzato questo?". Infatti, sosteneva che lui dovesse ricoprire quel ruolo, piuttosto che Capizzi. C'era anche una traccia di una nuova Guerra di Mafia sulle strade della Sicilia. Proprio questo timore ha spinto la polizia a portare avanti il lancio dell'operazione, risultata in 94 arresti. Lo Presti, le cui indiscrezioni al telefono hanno portato alla polizia all'inizio dell'operazione, si è impiccato nella sua cella, alcune ore dopo essere arrestato.